# Горюхов, Александр Анатольевич
Алекса́ндр Анато́льевич Го́рюхов (29 января 1960, Москва, СССР) — советский и российский футболист, полузащитник.

## Карьера
Воспитанник ЦСКА. С 1979 по 1980 год играл в Высшей лиге СССР, где провёл 7 матчей. В 1981 году выступал за московский «Локомотив», в 42 встречах забил 1 гол. С 1982 по 1983 год защищал цвета джизакской «Звезды», в 31 поединке забил 2 мяча.
В 1983 году был в составе московского «Динамо», однако на поле не выходил. В сезоне 1984 года снова играл за «Звезду», провёл 27 встреч. С 1985 по 1987 год выступал за «Шинник», в 108 матчах забил 4 гола.
Сезон 1988 года провёл в рижской «Даугаве», сыграл 41 встречу и забил 2 мяча. В 1989 году выступал за тульский «Арсенал», провёл 39 матчей. В 1990 году принял участие в 18 поединках в составе «Сахалина».
В сезоне 1991 года защищал цвета калужской «Зари», в 21 встрече забил 1 гол. С 1992 по 1993 год играл за мытищинский клуб «Торпедо-МКБ», провёл 58 матчей.
Кроме того, в 1993 году ездил в Германию в клуб Шталь (Бранденбург), однако официальных игр так и не провел.
С 1994 по 1995 год выступал за «Кубань», в 51 поединке забил 3 мяча.
Затем играл на любительском уровне за королёвский «Вымпел» и «Чайку» из города Юбилейного.
Приглашался играть за сборную СССР.

## После карьеры
Работает главным тренером любительской команды «Чайка» из Юбилейного. При этом является тренером ДЮСШ некоторых годов той же команды.